# 13 (Brian Setzer)
13 è il tredicesimo album in studio del cantautore statunitense Brian Setzer, pubblicato nel 2006.

## Tracce
1. Drugs & Alcohol (Bullet Holes) – 4:57
2. Take a Chance On Love – 4:01
3. Broken Down Piece of Junk – 2:43
4. We Are the Marauders – 2:28
5. Don't Say You Love Me – 3:19
6. Really Rockabilly – 3:09
7. Rocket Cathedrals – 2:51
8. Mini Bar Blues – 2:03
9. Bad Bad Girl (In a Bad Bad World) – 4:29
10. When Hepcat Gets the Blues – 2:49
11. Back Streets of Tokyo – 4:48
12. Everbody's Up to Somethin' – 2:47
13. The Hennepin Avenue Bridge – 3:09